# Кампомелични синдром
Кампомелични синдром (акромим КМС- чији је назив изведен од енгл. речи сampo (савијен) - melia (удови)) или кампомелична дисплазија  је редак генетски поремећај који утиче на развој скелета, репродуктивног система и лица. Симптоми кампомеличне дисплазије могу укључивати савијане ноге, ишчашене кукове, мала плућа и груди и спољашње гениталије које не изгледају јасно мушко или јасно женско (двосмислене гениталије). Поред тога, новорођенчад са кампомеличном дисплазијом имају карактеристичне црте лица укључујући малу браду са расцепом непца, истакнуте очи, равно лице и велику главу. Многа одојчад умира у раном добу због проблема са дисањем.
Кампомелична дисплазија обично је резултат нове генетске промене (варијанте ДНК) у гену СОКС9 или близу њега. Дијагноза се заснива на физичким налазима и налазима рендгенских снимака (рендгенске графије) и може се потврдити генетским тестирањем.
Лечење је усмерено на превенцију и/или управљање познатим симптомима и компликацијама повезаних са овим стањем.

## Називи
Акампомелична дисплазија — Кампомелична дисплазија — Кампомелични патуљасти раст — Синдром мутацијсе SRY-Box 9, SOX9 гена — CMDI

## Историја
Почетком 20. века  у литератури су се појавили спорадични извештаји о кампомеличној дисплазији, заједно са извештајима о другим ентитетима, под термином „урођено савијање дугих костију“.
Године 1970. Spranger et al.  сматрали су да  је кампомелична дисплазија посебни  ентитет, који треба разликовати од класичног камптомеличног синдрома. Изрази camptomelic и campomelic се у литератури од тог времена користе наизменично.

## Епидемиологија
Свако од нас наслеђује гене од својих родитеља. Они нашем телу дају упутства која утичу на наше здравље, изглед и понашање. Генерално, свака особа има две копије сваког гена. Један примерак је наслеђен од мајке, а други од оца. Према томе генетске болести су одређене комбинацијом гена за одређену особину који се налазе на хромозомима добијеним од оца и мајке.
Кампомелични синдром је генетски поремећај који настаје услед мутације (промене) у једној копији гена познатог као СОКС9. Већина случајева су нови у породици и не преносе их родитељ. Ово је резултат нове мутације која се случајно догоди у јајној ћелији или сперми која је створила дете.
Кампомелични синдром се наслеђује као аутозомно доминантно стање. То значи да:
- Само једна копија СОКС9 гена треба да има мутацију да би особа имала кампомелични синдром. Друга копија гена ради нормално, али није довољна да спречи особу да има кампомелични синдром.
- Особа са кампомелични синдром има 50% шансе током сваке трудноће да пренесе ово генетско стање на дете.
- Ризик за брата или сестру (брата или сестру) особе са кампомеличним синдром зависи од тога да ли родитељ има кампомелични синдром или не.[9]

Морбидитет/морталитет
Кампомелични синдром  је ретка болест чија је инциденција 0,05–1,6 на 10.000, живорођене деце. У медицинској литератури је пријављено приближно сто случајева овог поремећаја.
Ова обично смртоносна конгенитална дисплазија скелета је са скоро тоталном смртношћу у неонаталном периоду. Већина пацијената са кампомеличном дисплазијом умрла је у неонаталном периоду услед тешког респираторног дистреса који би могао бити последица трахеомалације.
Полне разлике
Кампомелични синдром је редак поремећај за који се сматра да погађа жене два пута чешће него мушкарце. Ови бројеви можда нису тачни јер неки пацијенти са овим поремећајем имају повезану промену пола и грешком су идентификовани као супротни пол.

## Етиологија
Некада се сматрало да је кампомелични синдром наслеђен као аутозомно рецесивна генетска особина, али се више не сматра да је то истина. Молекуларно генетичко истраживање је показало да промена (мутација) у једној копији гена СОКС9 на хромозому 17 или поремећај у регулацији овог гена изазива кампомелични синдром. Регулација СОКС9 гена је понекад поремећена преуређивањем гена на хромозому 17 (транслокација).
Сада се верује да се кампомелични синдром наслеђује као аутозомно доминантна особина. Пријављене су неке породице у којима је погођено више деце, али оба родитеља нису погођена. Ово може бити због тога што један родитељ има мешавину сперматозоида или јајних ћелија са нормалним и абнормалним СОКС9 генима (гонадни мозаицизам). Као резултат тога, једно или више деце овог родитеља може наследити мутацију гена и показати поремећај иако родитељ нема очигледне симптоме.
Генетске болести су одређене комбинацијом гена за одређену особину који се налазе на хромозомима добијеним од оца и мајке.
Рецесивни генетски поремећаји настају када појединац наследи исти абнормални ген за исту особину од сваког родитеља. Ако појединац добије један нормалан ген и један ген за болест, особа ће бити носилац болести, али обично неће показивати симптоме. Ризик за два родитеља носиоца да оба пренесу дефектни ген и, према томе, имају оболело дете је 25% са сваком трудноћом. Ризик да имате дете које је носилац као и родитељи је 50% са сваком трудноћом. Шанса да дете добије нормалне гене од оба родитеља и да буде генетски нормално за ту одређену особину је 25%. Ризик је исти за мушкарце и жене.
Доминантни генетски поремећаји настају када је за појаву болести неопходна само једна копија абнормалног гена. Абнормални ген може бити наслеђен од било ког родитеља или може бити резултат нове мутације (промене гена) код оболеле особе. Ризик од преношења абнормалног гена са погођеног родитеља на потомство је 50% за сваку трудноћу, без обзира на пол детета.

## Клиничка слика
Знаци и симптоми који карактеришу клиничку слику кампомеличног синдром  су:
- Ретка форма скелетне дисплазије коју карактерише нагнутост и угаони облик дугих костију ногу.

- Може бити присутно једанаест сетова ребара уместо уобичајених дванаест.
- Карлица и лопатица могу бити неразвијене.
- Лобања може бити велика, дуга и уска.
- Лице може изгледати равно са напред нагнутим ноздрвама, високим челом, малом брадом и расцепом непца.
- Неке особе са кампомеличним синдромом имају преокрет у пола при чему су хромозомски мушки, али имају женске гениталије и репродуктивни систем.[18] (није јасно да ли су мушко или женско). Често ће особа која има мушке хромозоме (46 ХУ) имати комплетне женске гениталије до двосмислених гениталија. Са унутрашње стране могу имати и мушке унутрашње гениталије (тестисе) и женске унутрашње гениталије (јајнике).[9]

- Бебе могу регургитирати храну кроз нос, подложне су инфекцијама средњег уха и често имају респираторни дистрес , због неразвијеног ребра је најозбиљнији симптом кампомеличног синдрома. Плућа можда немају довољно простора да правилно расту због неразвијеног грудног коша.

Многа беба са кампомелични синдромом се рађа и са Пјер Робеновим синдром, урођеном маном, које ако се појављују заједно, карактерише:
- мала доња вилица,
- расцеп непца, микрогнатија (абнормално позиционирање вилице или вилица) и спуштен језик или глосоптоза (која изазива опструкцију дисајних путева због померања базе језика уназад).
- глосоптоза која  је доминантан симптом, док расцеп непца не мора бити увек присутан.

Други симптоми који се могу јавити код неких пацијената са кампомеличним синдромом су:
- дислоцирани кукови,
- увијено стопало,
- неразвијена плућа,
- абнормални вратни и торакални пршљенови, и
- абнормалности срца и бубрега,
- већа шансе за губитак слуха,
- ларинготрахеомалација,   стање у којем су ларинкс (гласовна кутија) и трахеја (духовод) мекши од очекиваног. То доводи до опструкције дисајних путева и отежаног дисања. Многе бебе умиру као резултат ове компликације.

Неке бебе имају савијене кости током пренаталног периода које могу бити кратке од рођења, док се друге рађају нормалне дужине. Генерално, људи са кампомеличним синдромом  могу такође имати савијене дуге кости  руку и ногу. Ово се обично више види на ногама а ретко на рукама. Зглобови кука су нестабилни и лако се померају.

## Дијагноза
Кампомелична дисплазија се може дијагностиковати пре или после рођења.
Дијагноза пре рођења
Пре рођења, кампомелична дисплазија се може дијагностиковати тестирањем ДНК узете из фетуса. Ово се може добити на један од следећих начина:
- амниоцентезом после 15. недеље трудноће
- узорковањем хорионских ресица (ЦВС) између 11. и 14. недеље трудноће

Ове методе се користе за високоризичне трудноће, на пример ако родитељи имају још једно дете са дијагнозом кампомелична дисплазија или један од родитеља има кампомелична дисплазија.
Да би пацијенти били подобни за ово тестирање, мора бити позната мутација гена СОКС9 одговорног за изазивање кампомеличне дисплазија у породици. То значи да се генетско тестирање (тест крви) мора урадити на особи у породици са кампомелична дисплазија.
Кампомелична дисплазија се понекад може дијагностиковати ултразвуком у трудноћи. Међутим, нормалан ултразвук не гарантује да беба неће имати кампомеличну дисплазију.
Дијагноза након рођења
Након рођења, дијагноза ЦД-а се заснива на рендгенском снимку, физичком прегледу, а на основу клиничких и радиолошких карактеристика. (кичме, карлице, грудног коша, доњих екстремитета и стопала), ултразвука бубрега и срца.
ДНК анализа крви може потврдити присуство мутације у гену SOX9.

## Диференцијална дијагноза
Симптоми следећих поремећаја могу бити слични симптомима кампомеличног синдрома. Поређења могу бити корисна за диференцијалну дијагнозу:
- Ахондроплазија - је редак мишићно-скелетни поремећај који припада групи урођених абнормалности познатих као хондродистрофије. Хондродистрофије су поремећаји који утичу на начин на који се хрскавица претвара у кост. Акондроплазију карактерише патуљастост кратких удова заједно са закривљеношћу кичме и абнормалностима лобање.[22]

- Хипофосфатазија - је редак генетски метаболички поремећај костију који се карактерише дефектима скелета услед неуспеха коштаног минерала да се депонује у некалцификованој кости и хрскавици на крају дугих костију.[23] Деца погођена овим обликом поремећаја често имају повећан притисак унутар лобање што може довести до испупчених очију. Кости обично постају слабе и савијене и може доћи до отказивања бубрега.[22]

- Остеогенеза имперфекта - је редак наследни поремећај везивног ткива.[24] Симптоми овог поремећаја могу укључивати: честе фрактуре костију, слаб или одложен раст, погнуте ноге, деформитете кичме и лице троугластог облика. Остеогенесис имперфецта се групише у синдроме према комбинацији и тежини симптома који прате основни поремећај костију и према привидном начину наслеђивања.[22]

- Несиндромално урођено савијање ногу - је стање у којем су дуге кости ногу савијене, али нема других абнормалности.[22]

## Терапија
Механичка вентилација
Терапија респираторних симптома састоји се од механичке вентилације или физичке подршке дисању (уз помоћ респиратора и тзв. ПЕЕП-позитивног притиска на крају издисаја). 
Ортопедки третман
Ортопедски третман, укључујући операцију, која може помоћи у ублажавању озбиљних деформитета костију. Закривљеност тибије се најчешће исправља спонтано.  Дислокације кука и стопала збрињавају ортопедски хирурзи. Они често захтевају употребу удлага, гипса и понекад хируршку интервенцију.
Промена пола
Постоји и могућност промене пола особе која је генетски мушка, а рођена је са женским гениталијама. 
Када унутрашње гениталије не одговарају саставу хромозома, полне жлезде (тестиси или јајници) се понекад уклањају. То је зато што постоји повећан ризик од развоја рака (који се назива гонадобластом) касније у животу.
VEPTR – протеза
Други облик лечења је помоћни уређај или протеза са могућношћу проширења (VEPTR – Vertical Expandable Prosthetic Titanium Rib),  који се користи  код деце за лечење синдрома грудне инсуфицијенције (урођене болести са озбиљним деформитетима грудног коша, кичме, ребара, који последично доводе до абнормалног дисања и развоја плућа).
Овај вертикално постављен уређај користи дистракцију да индиректно издужи кичму и грудни кош, стабилизујући прогресију деформитета кичме уз очување раста кичме. Деформитет торакалне кичме и зида грудног коша су обично повезани; стога, продужавање зида грудног коша ће повећати расположиви простор за плућа и побољшати респираторну механику код пацијената са раном појавом сколиозе. Дужина протезе се може прилагодити расту пацијента.

### Лечење расцепа непца
Тим специјалиста који се зове краниофацијални тим брине о деци са расцепом непца (отвором на крову уста). Расцеп непца се обично лечи операцијом затварања отвора  на крову уста.

### Лечење губитка слуха
Деца са кампомеличним синдромом захтевају периодичне процене слуха да би се пратило свако погоршање слуха. Нека деца могу имати користи од ношења слушних апарата.

### Терапија у истраживању
Амерички национални институти за здравље који ради  на истраживања урођених мана и њихових узрока, гренјутно ради и на пројекту под називом Људски геном, који има за циљ да мапира (означи) сваки ген у људском телу и открије зашто понекад гени не функционишу како би требало. Свако ново сазнање из овог и других истраживања требало би да омогући превенцију и лечење генетских болести укључујући и Кампомелични синдром  у будућности.

### Генетско саветовање
Генетско саветовање може бити од користи и пацијентима и њиховим породицама. Остали облици лечења су симптоматски и подржавајући.
Тачан начин наслеђивања је контроверзан (аутозомно рецесиван/доминантни), али хромозомска абнормалност у 17q доводи до абнормалности у формирању хрскавице. Код две трећине оболелих особа са кариотипом 46, XY, описан је преокрет између мушког и женског пола.
Кампомелични синдром треба разликовати од танатофорне дисплазије у којој је рендгенски снимак имао класично закривљену бутну кост у облику телефонске слушалице.
Као и у случају других неонаталних смртоносних аутозомно доминантних поремећаја за које се сматрало да су аутозомно рецесивни (нпр лат. osteogenesis imperfecta congenita), родитељи новорођенчади са кампомеличном дисплазијом су вероватно често били одвраћани од даљег рађања деце, иако код новог мутационог догађаја постоји низак ризик од рецидива у наредним трудноћама.

## Прогноза
У више од половине случајева, смрт се јавља у неонаталном периоду услед респираторног дистреса, углавном због мале величине грудног коша или недовољног развоја трахеје и других структура горњих дисајних путева.
Међу преживелима од Кампомелични синдром, скелетне малформације се временом мењају и укључују погоршање сколиозе или кифозе што доводи до смањења величине трупа у односу на дужину удова.
Неуролошка оштећења се такође често виде укључујући компресију кичмене мождине и глувоћу. Чак и међу онима који су преживели пренатални период, пацијенти са Кампомеличним синдромом имају скраћени животни век због доживотних респираторних проблема.
Они пацијенти са нејасним гениталијама или променом пола при рођењу, наравно, одржавају то стање и или су стерилни или имају смањену плодност.